# Robert von Zimmermann
Robert von Zimmermann lub Robert Zimmermann (ur. 2 listopada 1824 w Pradze; zm. 1 września 1898 tamże) – czesko-austriacki filozof, piszący po niemiecku. 

## Życiorys
Studiował filozofię, matematykę i nauki przyrodnicze w Pradze i Wiedniu. Był członkiem Österreichische Akademie der Wissenschaften. W 1846 roku uzyskał doktorat z filozofii, a w 1847 roku został asystentem w obserwatorium w Wiedniu. W 1848 roku był członkiem legionu studenckiego, podczas „Wiosny Ludów”. W 1849 roku został profesorem nadzwyczajnym filozofii na Uniwersytecie w Ołomuńcu, a w 1852 roku został profesorem filozofii na Uniwersytecie w Pradze. Od 1861 roku był profesorem na Uniwersytecie Wiedeńskim. W roku akademickim 1886-1887 pełnił funkcję rektora
W 1891 roku był promotorem pracy doktorskiej Kazimierza Twardowskiego, który przygotował ją pod wpływem Fraza Brentano, posiadającego jedynie status docenta prywatnego.   
Cesarz Franciszek Józef nadał mu tytuł szlachecki, gdy Zimmermann miał 72 lata, wcześniej w 1889 otrzymał Order Leopolda. Stworzył Grillparzer-Gesellschaft.

## Wybrane dzieła
- Philosophische Propädeutik, 1852
- Geschichte der Ästhetik als philosophische Wissenschaft, 1858
- Allgemeine Ästhetik als Formwissenschaft, 1865
- Studien und Kritiken zur Philosophie und Ästhetik, 2 tomy, 1870
- Anthroposophie, 1882